# Friskväderstorget
Friskväderstorget är ett torg i Biskopsgården i Göteborg, som fick sitt namn 1958. Där finns bland annat Willys, en liten livsmedelsbutik, en pizzeria, en frisör, en köttbutik, en spelbutik, ett kafé, en mobiltelefonsbutik, en vårdcentral och barnavårdscentral, ett kommunkontor, en förskola och en moské.
Torget har en spårvagnshållplats, där linjerna 5, 6 och 10 passerar. Sjumilaskolan ligger i nära anslutning till torget.